# 大間崎
大間崎（日语：／ Ōmazaki/Ōmasaki */?）是位於青森縣下北郡大間町的海岬，也是本州最北端的海岬。在天氣晴朗的時候，可以在此眺望從函館山到惠山岬一帶的北海道海岸。

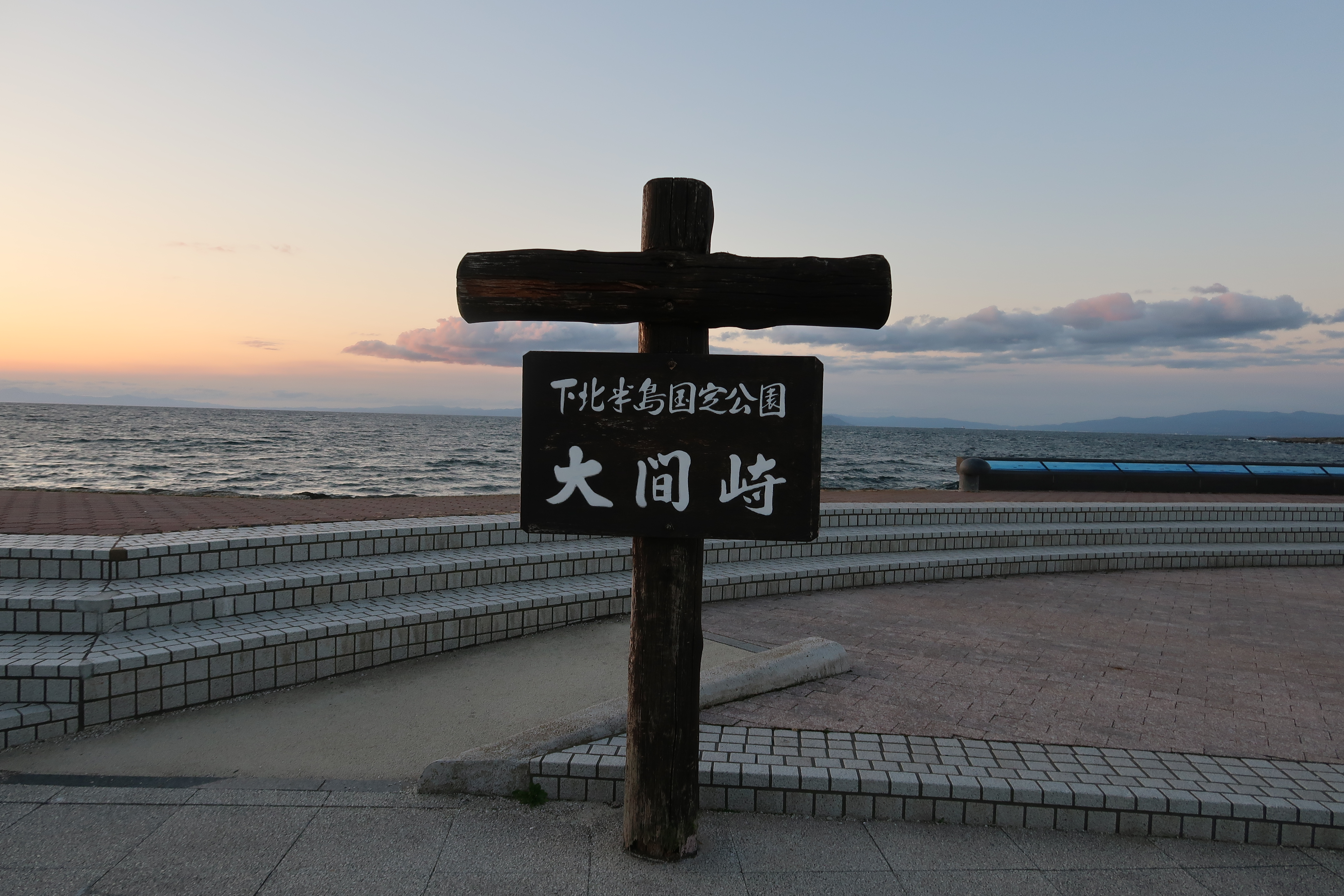
下北半島國定公園大間崎